# Zamek w Piotrowicach Świdnickich
Zamek w Piotrowicach Świdnickich – zabytkowy zamek wybudowany w latach 1590–1599, w Piotrowicach Świdnickich, wsi w Polsce, w województwie dolnośląskim, w powiecie świdnickim, w gminie Jaworzyna Śląska; na południowy wschód od Wzgórz Strzegomskich.

## Historia
Renesansowy zamek wzniesiony w latach 1590–1599 przez Jacoba von Zedlitza na miejscu zamku na wodzie. Podczas wojny trzydziestoletniej budynek został kompletnie splądrowany. W latach 1698–1699 przeprowadzono niewielką przebudowę i remont. W XIX w. zamek podupadł, dopiero w 1894 r. został wyremontowany, kiedy to gruntownie przebudowano górne piętro, a wieże zaopatrzono w kryte blachą szczyty.

W 1945 r. budynek został zdewastowany i w następnych latach popadał w ruinę. W latach 1973–1976 przeprowadzono remont, ścian i stropów, a w latach 1989–1990 odnowiono elewacje i zabezpieczono więźbę dachową.

## Architektura
Budynek jest murowany z kamienia i cegły, potynkowany, wzniesiony na rzucie kwadratu, podpiwniczony, dwukondygnacyjny i nakryty wysokim dachem dwuspadowym. Na czterech flankach pałacu znajdują się cylindryczne trzypiętrowe baszty kryte iglicowymi hełmami. Od frontu kamienny portal między dwoma pilastrami podtrzymującymi fryz heraldyczny z dwoma rzędami herbów rodów szlacheckich, po osiem każdy:

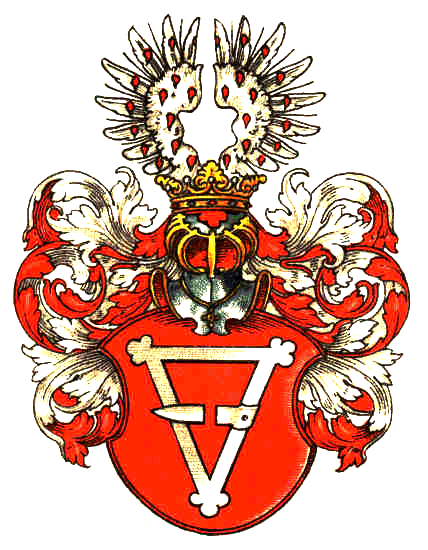
1.7. Zedlitz
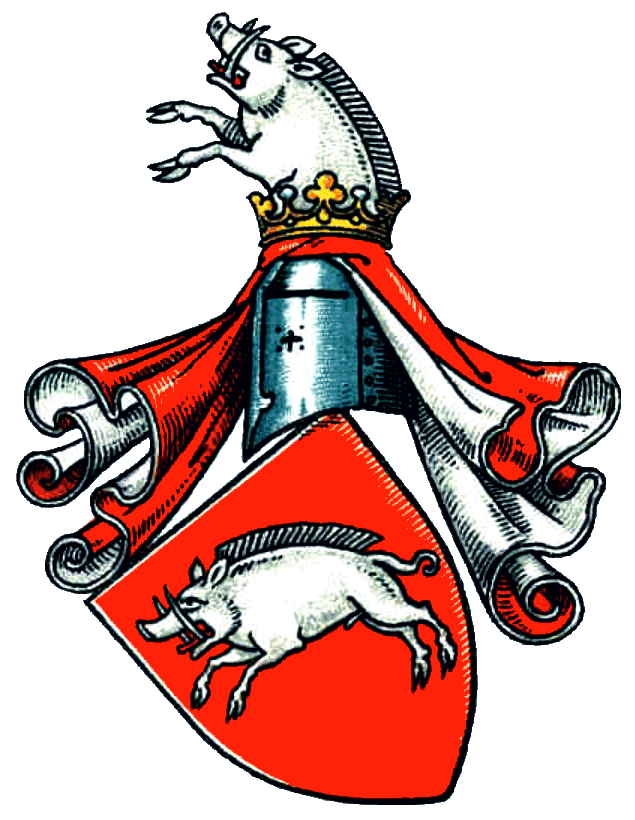
2. Schweinichen
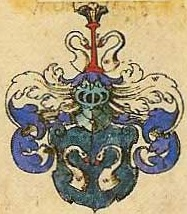
3. Niebelschütz
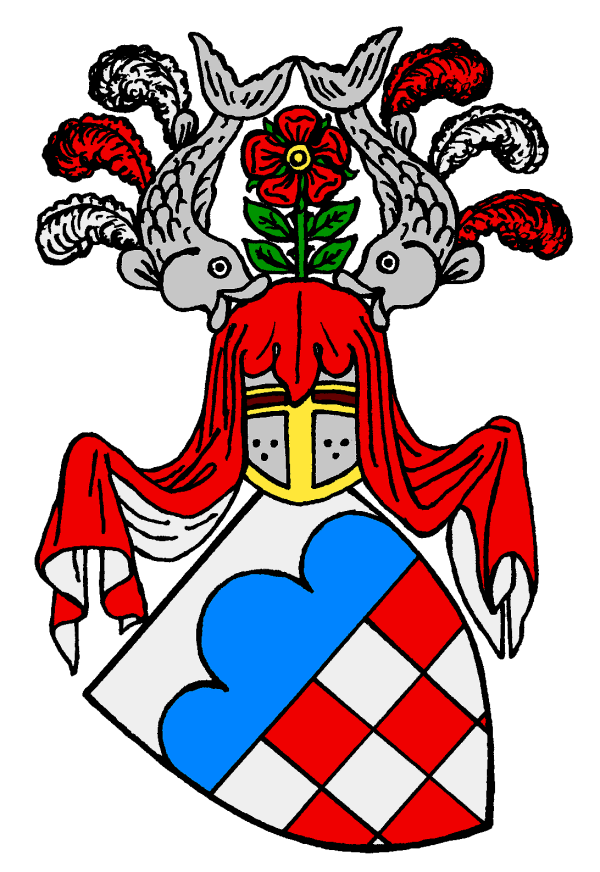
4.2. Hochberg
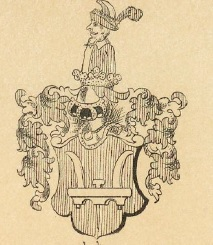
5. Runge
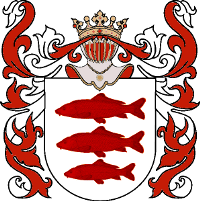
6. Seidlitz
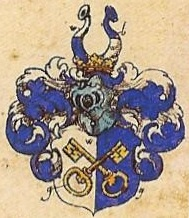
8. Uechtritz
1. Schaffgotsch
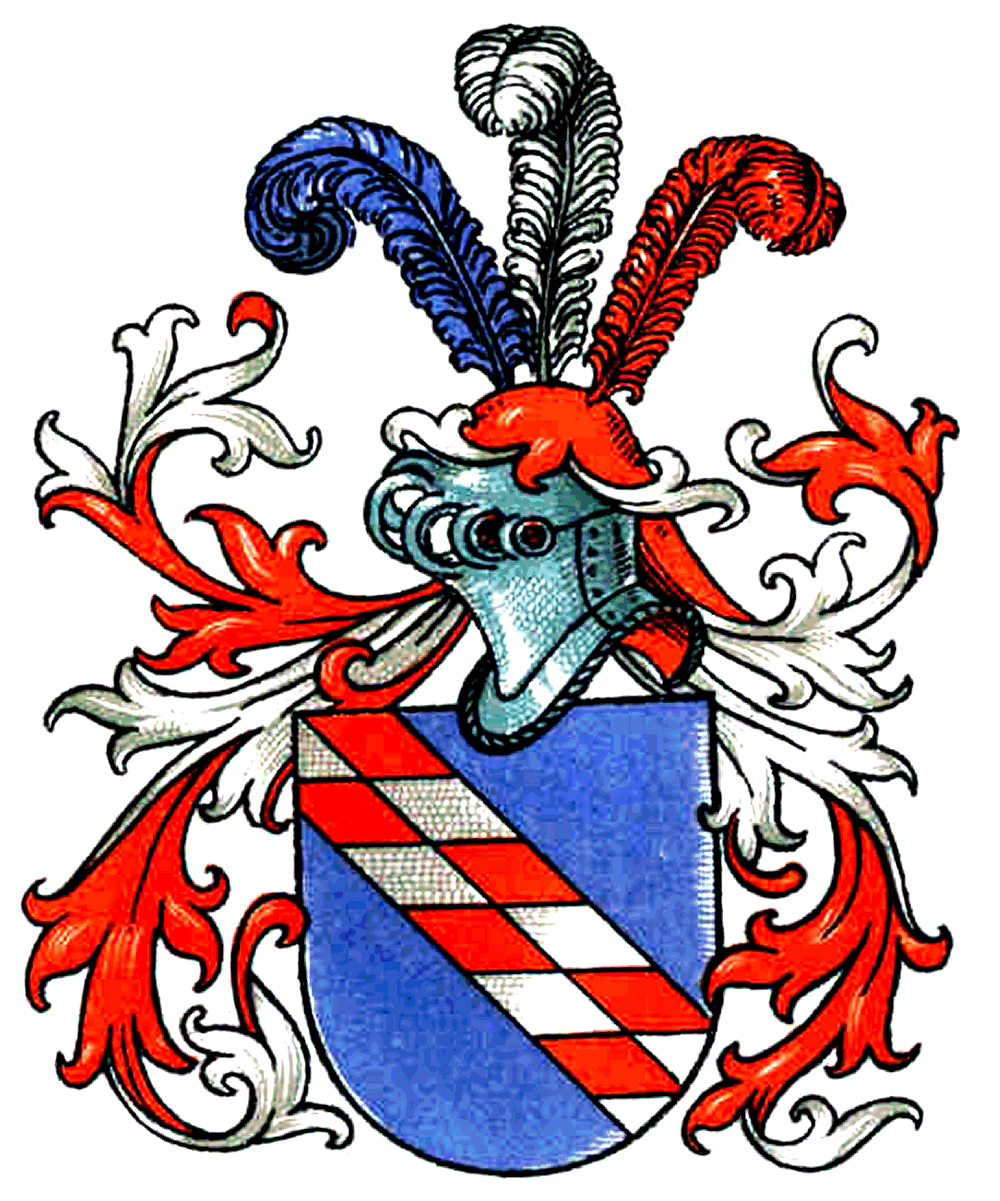
3. Liebenthal
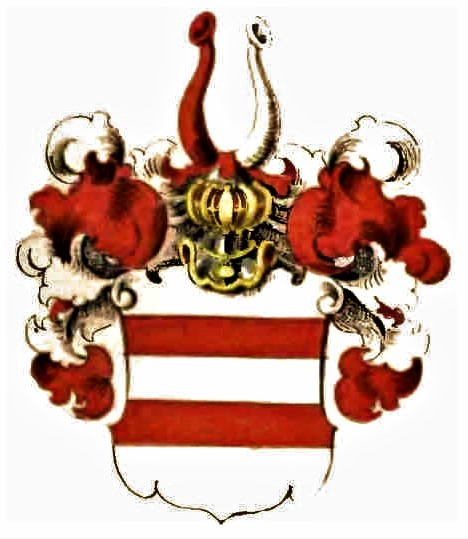
4. Reibnitz
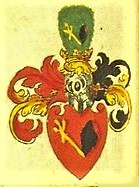
5. Tader
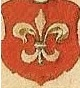
6. Saltza
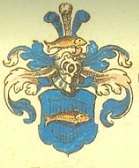
7. Glaubitz
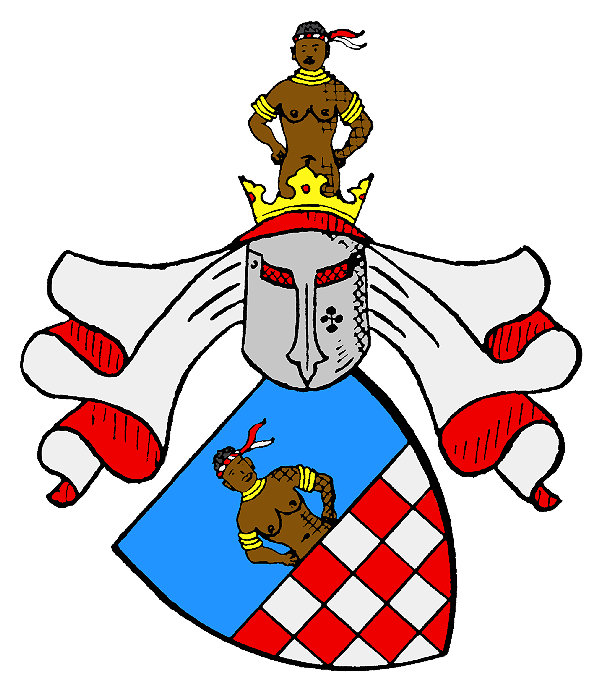
8. Loeben

- górny rząd Jacoba von Zedlitza, herby, von: 
  - ojcowskie - lewy (od lewej): 1. Zedlitz, 2. Schweinichen, 3. Niebelschütz, 4. Hochberg; dalej
  - matczyne -  (od lewej): 5. Runge, 6. Seidlitz, 7. Zedlitz, 8. Uechtritz;
- dolny rząd Barbary Schaffgotsch, herby, von: 
  - ojcowskie - lewy (od lewej): 1. Schaffgotsch, 2. Hochberg, 3. Liebentau, 4. Reibnitz; dalej
  - matczyne - (od lewej): 5. Tader, 6. Saltza, 7. Glaubitz, 8. Loeben[7].

Portal zwieńczony był płyciną zawierającą cesarskiego orła trzymanego po bokach przed dwa gryfy. Fryz oraz płycina zostały zdjęte i zaginęły. Układ wnętrz jest trzytraktowy. Wokół dworu zachowana fosa nad którą, przerzucono pięcioprzęsłowy most. 
Obiekt jest częścią zespołu zamkowego, w skład którego wchodzą jeszcze: park z XIX w. oraz folwark z XVIII-XIX w. a w nim: budynek mieszkalno-gospodarczy, spichrz, stodoła, obora.